# Grebiner Windmühle

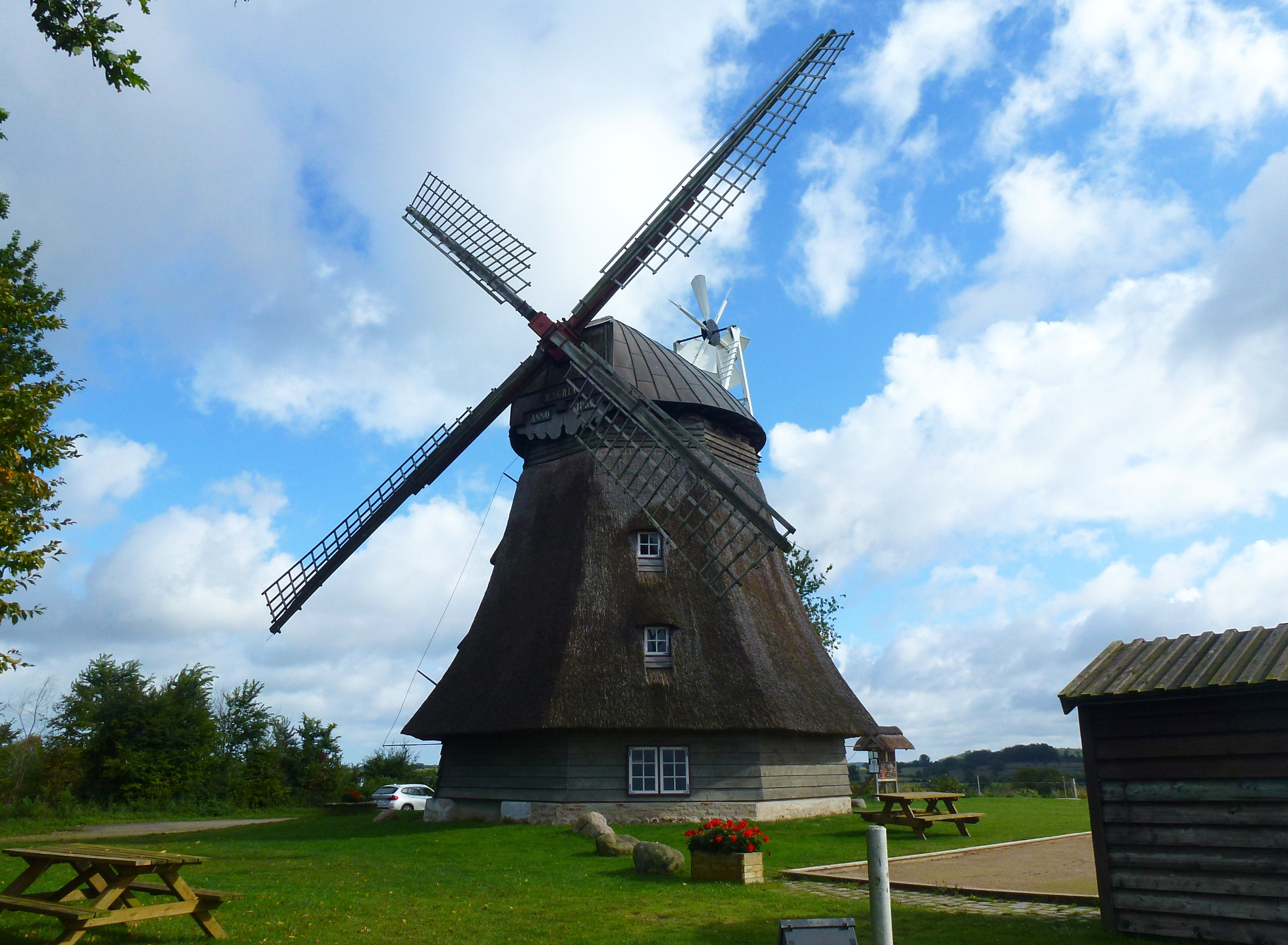
Die Grebiner Windmühle – Wagria, September 2015.

Die Grebiner Windmühle (meist kurz als Grebiner Mühle bezeichnet) – seit 1995 als Wagria benannt – ist eine alte Windmühle in Grebin im Kreis Plön in Schleswig-Holstein. Sie ist aufgrund ihrer erhöhten Lage auf dem 54 m hohen Mühlenberg gut sichtbar und ist das Wahrzeichen der Gemeinde Grebin.

## Geschichte

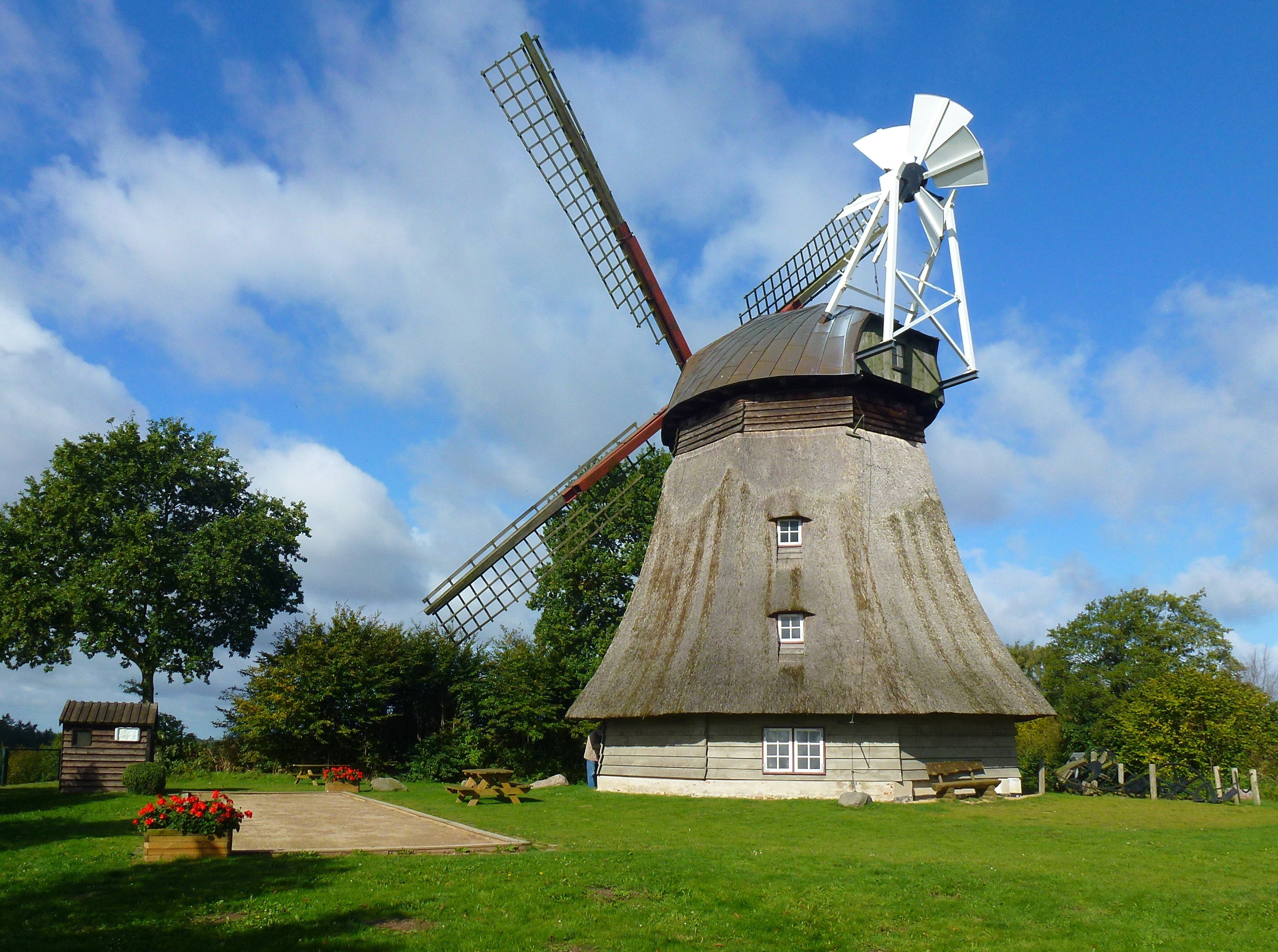
Die Grebiner Windmühle.

Es handelt sich um eine vierstöckige Kellerholländermühle auf einem steinernen, außen mit Brettern verkleideten oktogonalen Unterbau (Turm). Sie hat ein Reetdach und eine mit Kupfer gedeckte Kappe. Unterhalb des Flügelkreuzes sind Schilder mit dem Namen Wagria und Anno 1851 angebracht.
Die Windmühle wurde 1851 – als dritte Mühle (seit 1750) an dieser Stelle – durch den Mühlenbauer Carl Friedrich Trahn (1806–1888) aus Neustadt in Holstein errichtet.
Sie wurde bis 1947 betrieben, wobei der Windantrieb zuletzt durch einen Elektroantrieb ersetzt wurde. 1963 wurde die Mühle von der Gemeinde Grebin erworben und 1965 mit einem Aufwand von 150.000 DM instand gesetzt.
1995 erfolgte eine Restaurierung der Kappe der Windmühle, die im selben Jahr unter Denkmalschutz gestellt wurde. 1997 beschloss die Gemeinde Grebin ihr den Namen Wagria (nach der Gegend Wagrien) zu geben. 2007 erfolgten weitere umfangreiche Arbeiten zur Instandhaltung.
In der Windmühle wird in den Sommermonaten ein Café betrieben. In diesem Rahmen kann die Mühle auch von innen besichtigt werden.

## Bilder

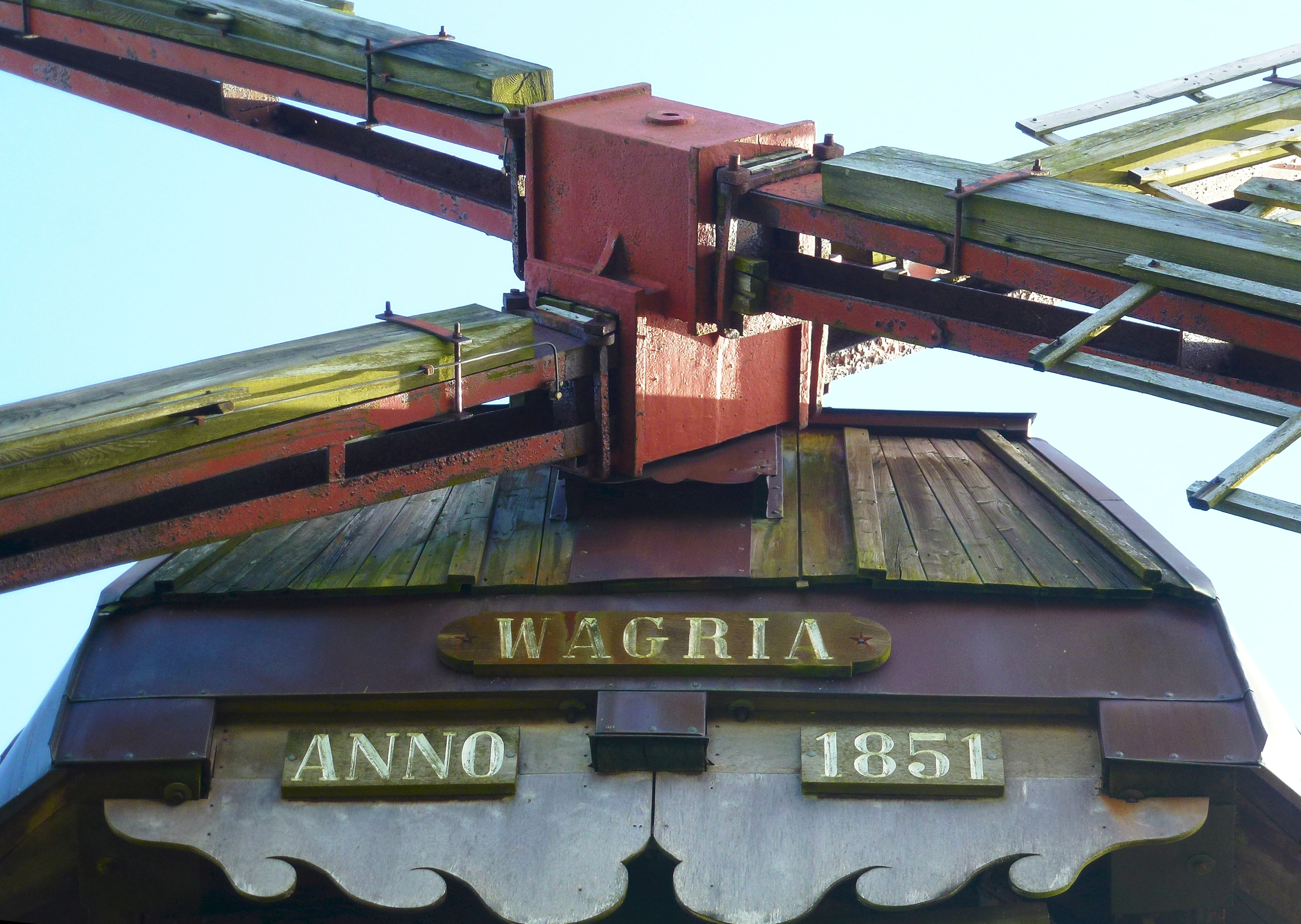
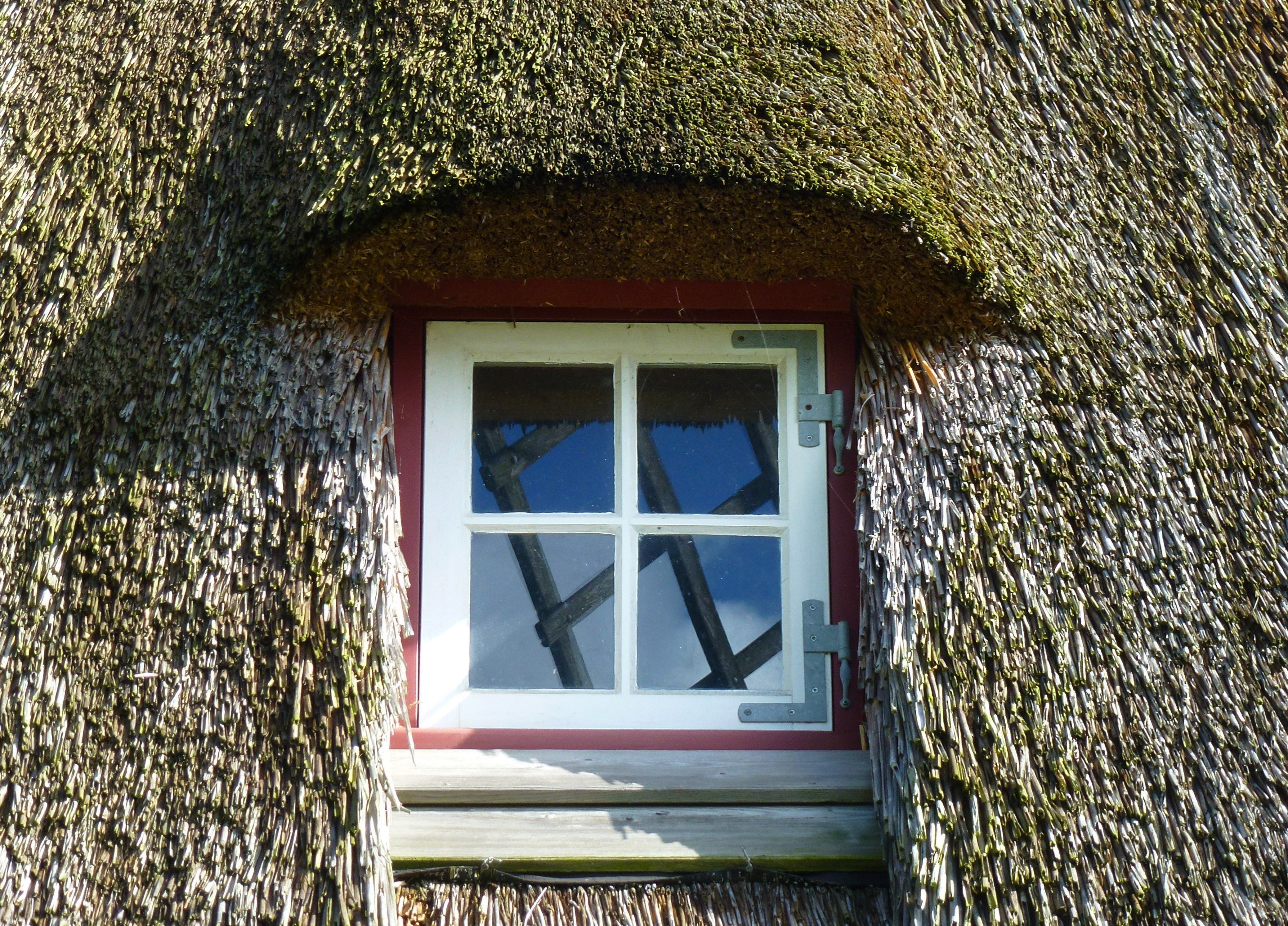
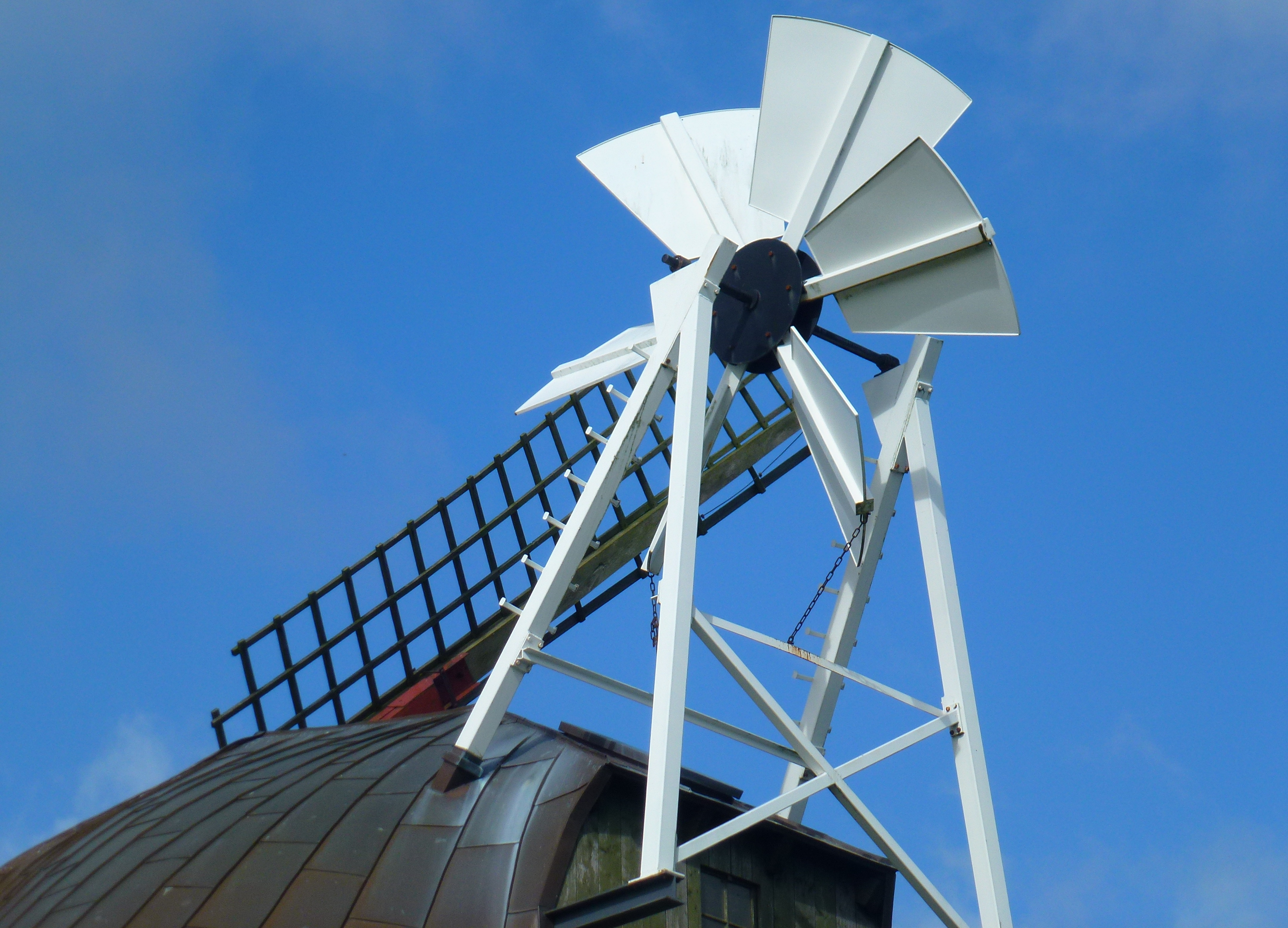
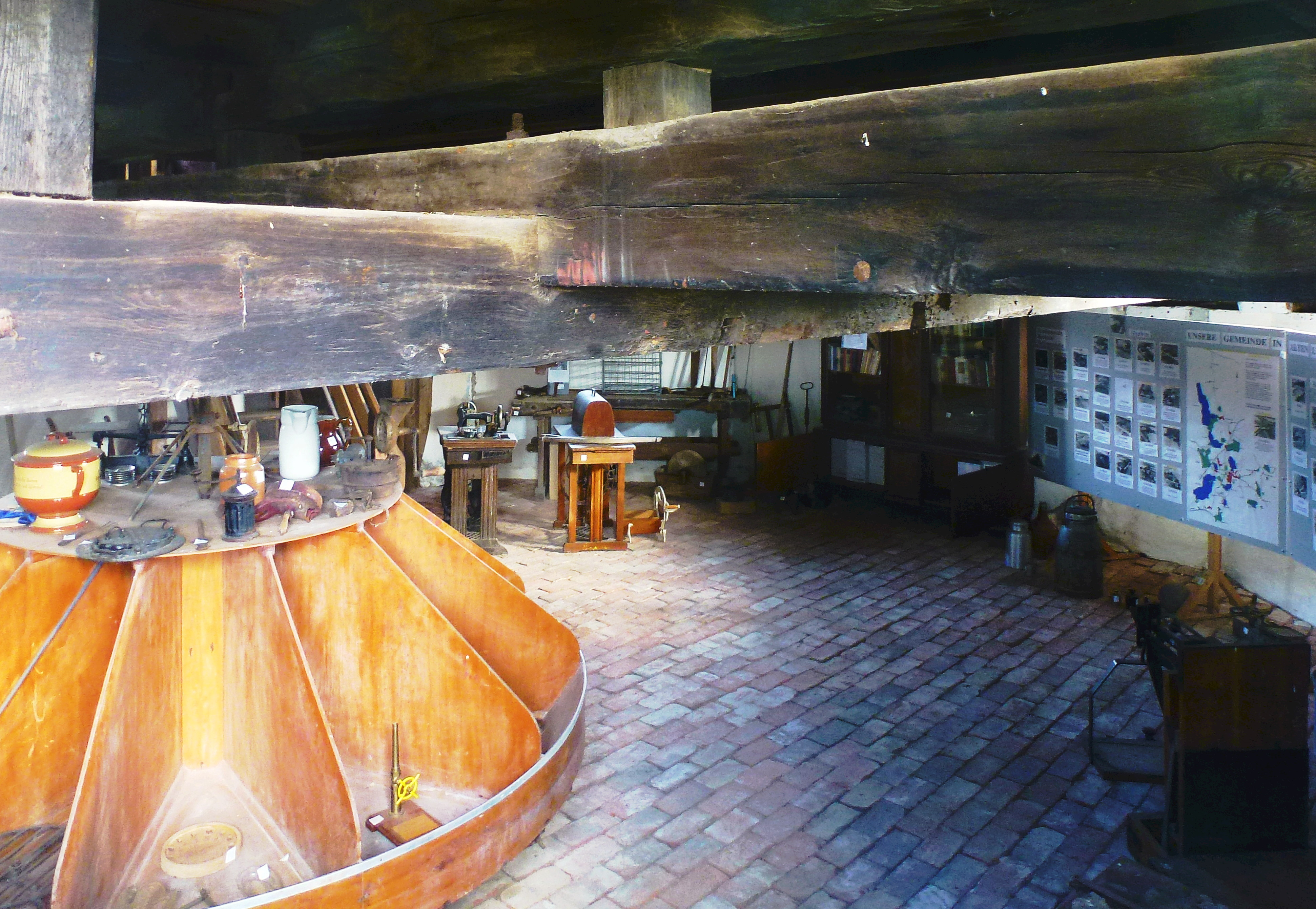